# Nudisme

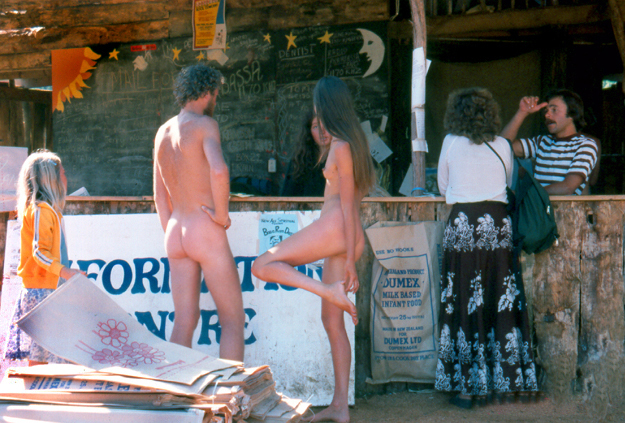
Nudisme tijdens een Nambassa-festival

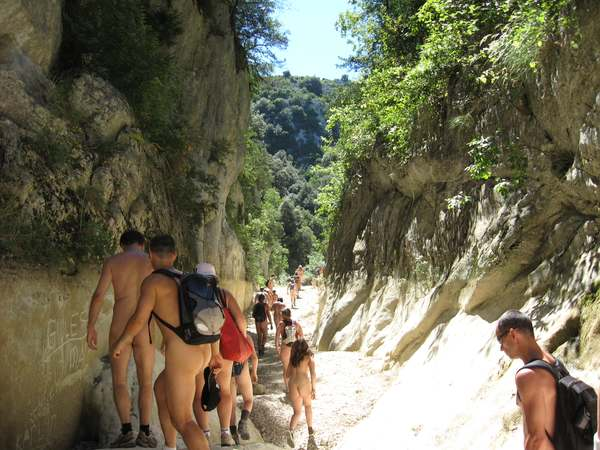
Naakt wandelen, niet gehinderd door afbakening van een terrein

Nudisme is een leefstijl waarvan de beoefenaar, de nudist, graag ongekleed is en het niet altijd nodig vindt om het lichaam te bedekken. Ook in gezelschap van vreemden achten nudisten dit niet nodig. Naaktheid is voor hen natuurlijk.

## Achtergrond
De nudist associeert naaktheid niet met seks. Nudisme heeft evenmin iets te maken met exhibitionisme of voyeurisme. Locatie en situatie is bij veel nudisten niet van belang. De meesten beperken zich tot naaktstranden, sauna's, naturistencampings.
Naturisten zijn ook graag naakt en zijn dus ook nudisten. Anders dan aan het nudisme ligt aan het naturisme echter een (levens)filosofie ten grondslag waarbij respect voor mens en omgeving naast het naakt zijn in gemeenschap centraal staan. Veel naaktrecreanten zijn hierom eerder nudist dan naturist. Elke nudist en naturist heeft wel zijn eigen interpretatie van deze begrippen die vaak in elkaar overlopen. Er zijn veel naturistencentra in Europa maar geen enkele noemt zich een nudistencentrum. In Amerika spreekt men wel van "nudist resort" in tegenstelling tot in Groot-Brittannië. Naturisten zijn vaak ook in de eerste plaats nudisten en beschouwen naakt zijn in publiek als het centrale punt in hun levensstijl - zowel thuis als op vakantie. In tegenstelling tot in Europa vinden veel nudisten in de Verenigde Staten dat kinderen onder de 18 jaar en nudisme niet samen horen.

## Varia
In de Harz, een gebergte in het oosten van Duitsland, bevindt zich de eerste officiële naaktwandelroute: de Harzer Naturistenstieg.